# Ellos dicen mierda, nosotros amén
Ellos dicen mierda, nosotros amén es el quinto disco (y octavo lanzamiento) del grupo español La Polla Records. Si bien el nombre de las canciones y del disco demuestran una temática muy «fuerte», el disco es el segundo gran avance musical de la banda.
Antes de la salida del álbum, varias canciones ya habían sido presentadas en vivo. La canción "Nací sin carnet" formó parte de la primera maqueta Banco Vaticano en 1981, y fue reescrita y regrabada para este disco.
La banda presentó el álbum en Europa y también en septiembre de este mismo año realizó su primera gira internacional, siendo México la única localidad visitada.

## Canciones
1. "Penetración" (instrumental) - 1:35
2. "Balada inculta" - 2:32
3. "El suicida" - 2:15
4. "Kiero un buey" - 2:03
5. "Negros pensamientos" - 1:52
6. "La mula" - 3:24
7. "Mis cojones y yo" - 1:55
8. "Así es la vida" - 2:14
9. "Nací sin carnet" - 2:15
10. "Bloqueo" - 1:38
11. "La pipa" - 2:33
12. "Cachas beybi" - 2:06
13. "Rock & Bilbao" - 1:46
14. "Stupidjaus" - 1:32
15. "Ellos dicen mierda" - 4:39

## Personal
Músicos
- Evaristo (Acreditado como "Nadie") - Voz líder.
- Txarly - Guitarra solista, coros.
- Sumé - Guitarra rítmica, coros.
- Abel - Bajo.
- Fernandito - Batería, coros.

Colaboradores
- Manolo Gil - Diseño de la portada.
- Jean Phocas -  Técnico de grabación.
- Ángel - Técnico de sonido.

- Datos: Q5390597